# Кан Хеджон
Кан Хеджон (кор. 강혜정, род. 4 января 1982, Инчхон, Республика Корея) — южнокорейская актриса и фотомодель.

## Биография
Окончила театральное отделение Сеульского художественного колледжа. Начинала как модель, затем играла небольшие роли в телевизионных драмах и ситкомах. Первый успех ей принес фильм Мун Сюн Ука «Бабочка» (2001), за который получила свою первую премию. Успех закрепила лента Пака Чхан Ука «Олдбой» (2003).
Снимается в телесериалах. Выступала на театральной сцене.

### Личная жизнь
Три года была в близких отношениях с актёром Чо Сын У, с которым снималась в фильме «Любовная фобия» (2006).
В 2009 вышла замуж  за корейско-канадского певца и актёра Даниэля Армана Ли, более известного как Табло. В 2010 у пары родилась дочь.

## Фильмография
- 2000-2005 Без остановки (реж. Чо Хиджин) — Хеджон
- 2001 Бабочка (Мун Сюнук) — Юки
- 2003 Олдбой (Пак Чхан Ук) — Ми До
- 2004 Три… экстрима (Снято!) (Пак Чханук) — жена режиссёра
- 2005 Дневник полярной экспедиции (Сан Йимпил) — Юджин
- 2005 Правила знакомства (Пак Чханук) — Чхвекон
- 2005 Сочувствие госпоже Месть (Пак Чханук) — телеведущая
- 2005 Добро пожаловать в Донмакголь (Пак Кванхён) — Йе Иль
- 2006 Невидимые волны (Пен Ек Ратанаруанг) — Ной
- 2006 Любовная фобия (Кан Чжиын) — Ари
- 2007 Травы (Хо Инму) — Ча Сонын
- 2008 Зачем ты пришла в мой дом? (Хван Суу) — Ли Сукан
- 2009 Поцелуй и пристрели меня (Ян Джонхён)
- 2009 Подружки (Кан Сокбом)
- 2011 Мисс Рипли (Чхве Вонсок) — Мун Хичу
- 2013 За камерой (Ли Чжеён)
- 2013 Дворец бракосочетаний (Кристин Ю) — Наянг

## Награды
- 2001 Премия МКФ в Пучхоне за лучшую женскую роль (Бабочка)
- 2003 Премия Голубой дракон лучшей актрисе второго плана (Олдбой)
- 2004 Премия Корейской ассоциации кинокритиков за лучший актёрский дебют (Олдбой)
- 2004 Премия кинокритики на МКФ в Пусане за лучшую женскую роль (Олдбой)
- 2005 Премия Нью-йоркского журнала Premiere Восходящая звезда
- 2005 Премия кинокритики на МКФ в Пусане за лучшую женскую роль (Правила знакомства)
- 2005 Премия Голубой дракон лучшей актрисе второго плана (Добро пожаловать в Тонмакколь)
- 2005 Корейская кинопремия лучшей актрисе второго плана (Добро пожаловать в Тонмакколь)
- 2006 Премия Большой колокол лучшей актрисе второго плана (Добро пожаловать в Тонмакколь)